# Gaetà Huguet i Segarra
Gaetà Huguet i Segarra (Castelló de la Plana, 19 d'abril de 1882 - 11 de novembre de 1959) fou un empresari, polític i mecenes valencià.

## Biografia
Gaetà Huguet va nàixer a Castelló el 8 de maig de 1882, fill del comerciant i polític federalista Gaetà Huguet i Breva i de Conxa Segarra i Ruiz. Era una família de la burgesia local, orientada al comerç de vins a les terres de Vilafamés. Gaetà va rebre una bona educació i va ser influt per l'ambient liberal i krausista de son pare. Després de llicenciar-se en Ciències Químiques a la Universitat de Barcelona, va passar a estudiar agronomia a l'Institut national agronomique de París, on Gaetà pare mantenia bones relacions personals i professionals. Posteriorment, es va fer càrrec del negoci familiar de vins.
Alhora, Gaetà va inicar una carrera política. Va heretar el republicanisme del seu pare, encara que va desenvolupar un caire més valencianista. El 1909 fou un dels fundadors de la Joventut Nacionalista Valenciana. Posteriorment fou membre d'Acció Republicana de Castelló i, posteriorment, del Grup Valencianista d'Esquerra. També donà suport, a nivell estatal, primer al Partit Republicà Radical Socialista i, a les eleccions de 1933, al Partit Republicà Radical Socialista Independent. Amb la victòria de la dreta a les urnes fou un dels creadors de l'Esquerra Republicana del País Valencià. Huguet va tenir un paper destacant en la curta vida del partit, caracteritzat per les disputes entre els diferents grups que el formaven. Després de les eleccions del 1936 es passà a l'Esquerra Valenciana de Vicent Marco Miranda, partit dins el qual tingué un paper destacat. A l'octubre del 36 van entrar al Frente Popular, que s'encarregava d'organitzar diferents aspectes polítics i culturals durant la Guerra civil espanyola, fins que van ser expulsats el març del 38.
Huguet va continuar a Castelló fins que es va exiliar en juny del mateix any. Tal com li havia passat a son pare, va anar a París, on va mantindre contactes amb altres exiliats com Pompeu Fabra i Poch. Posteriorment va instal·lar-se a Andorra. El 1951 va tornar a Castelló, on va viure els darrers vuit anys de la seva vida.
En l'àmbit cultural, el 1932 va ser un dels signants de les Normes de Castelló. Gaetà va tindre un decisiu paper, per exemple en donar suport econòmicament al llibre La llengua valenciana, de Lluís Revest. Des dels anys 20, però, ja va col·laborar amb Lo Rat Penat en l'organització dels Jocs Florals, concretament subvencionat un premi en honor del seu pare, que precisament va guanyar el 1927 Lluís Revest. En aquells anys també col·laborà en el setmanari El Camí, dirigida, entre d'altres, per Adolf Pizcueta. El 1933 va organitzar la colònia valencianista de Sant Pau a Albocàsser i, dos anys més tard, va fundar l'entitat Proa, per tal de promoure la cultura catalana al País Valencià, i fou membre de l'Associació Protectora de l'Ensenyança Valenciana. Després del seu retorn a Castelló també va subvencionar i promocionar els cursets de llengua de la mateixa associació, dirigits pel seu amic Carles Salvador. A la seua mort es creà la Fundació Huguet, sota la seua voluntat testamentària. Esta fundació, en col·laboració amb l'Ajuntament de Castelló, va declarar 2009-2010 com a Any Gaetà Huguet, una iniciativa per a donar a conéixer la personalitat i l'exemple cívic de Gaetà Huguet Segarra.
A la ciutat de Castelló hi ha un complex esportiu i una escola amb el seu nom.

## Obres
- 1969 (pòstum) Els valencians de secà: estampes velles del Maestrat. (reeditat en 2003 per la UJI, ISBN 9788480214360).